# Olcnava
Olcnava – wieś (obec) na Słowacji położona w kraju koszyckim, w powiecie Nowa Wieś Spiska. Pierwsze wzmianki o miejscowości pochodzą z roku 1312.
Według danych z dnia 31 grudnia 2012, wieś zamieszkiwało 1040 osób, w tym 525 kobiet i 515 mężczyzn.
W 2001 roku rozkład populacji względem narodowości i przynależności etnicznej wyglądał następująco:
- Słowacy – 97,43%
- Czesi – 0,82%
- Romowie – 1,23%
- Ukraińcy – 0,21%

Ze względu na wyznawaną religię struktura mieszkańców kształtowała się w 2001 roku następująco:
- Katolicy rzymscy – 95,68%
- Grekokatolicy – 1,13%
- Ewangelicy – 0,41%
- Ateiści – 1,95%
- Nie podano – 0,82%

We wsi jest przystanek kolejowy Olcnava.